# Armel
Armel  è un nome proprio di persona francese e bretone maschile.

## Varianti
- Bretone: Arzhel[1]
- Francese, femminile: Armelle[1]

### Varianti in altre lingue
- Catalano: Armajac[2]
- Gallese antico: Arthmail[1]
- Gallese medio: Arthfael[1]
- Latino: Armagilus
- Spagnolo: Armagilo[2]

## Origine e diffusione
Continua il nome gallese antico Arthmail, composto da arth ("orso", presente anche in Arturo) e mael ("principe", da cui anche Maël). 

## Onomastico
L'onomastico si può festeggiare il 16 agosto in ricordo di sant'Armel (Armagilo nelle fonti italofone), gallese che divenne abate in Bretagna.

## Persone

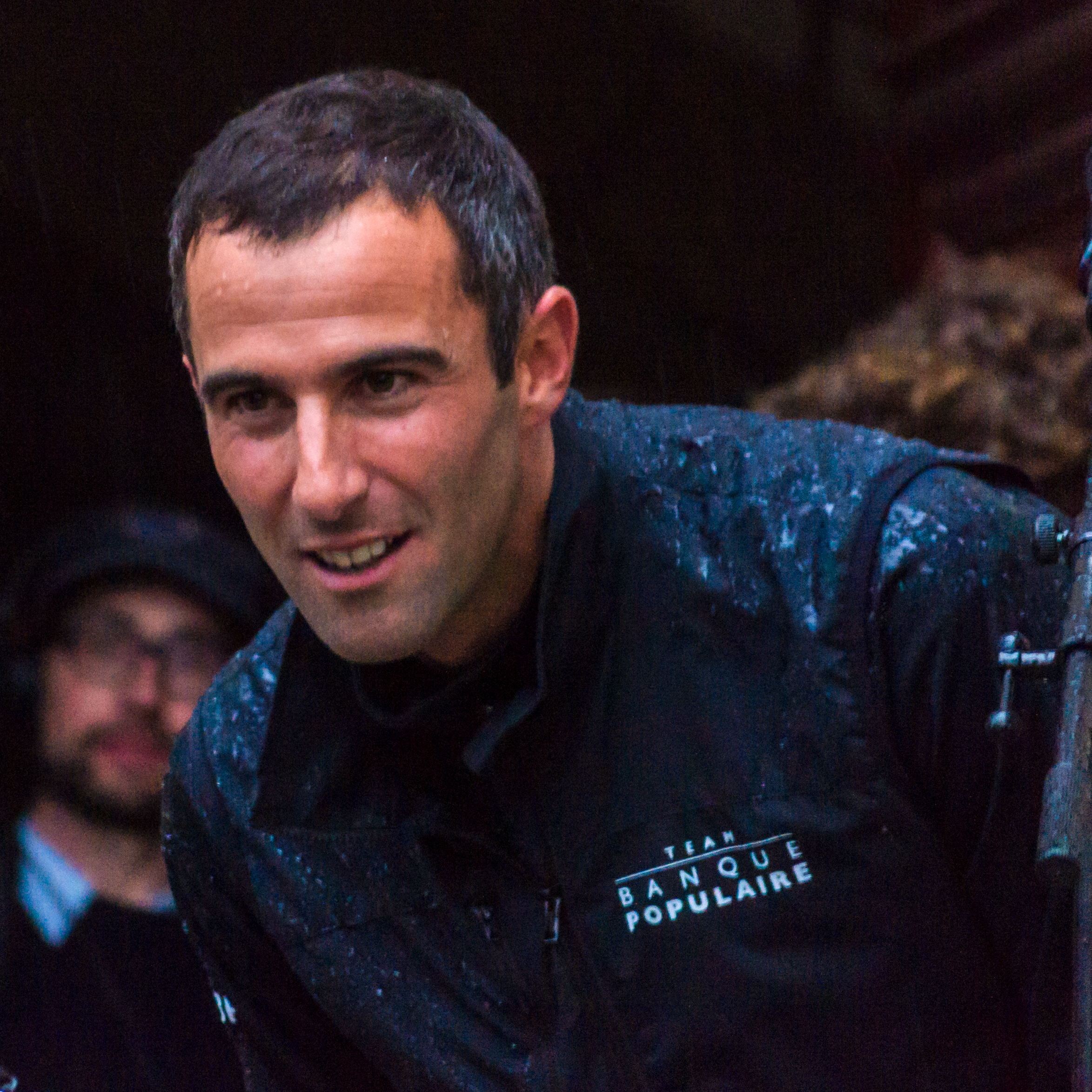
Armel Le Cléac'h

- Armel Bella-Kotchap, calciatore tedesco
- Armel Disney, calciatore congolese
- Armel Koulara, calciatore ciadiano
- Armel Le Cléac'h, navigatore francese

### Variante femminile Armelle
- Armelle Faesch, pallavolista francese